# Чудеса (альбом)
«Чудеса» — седьмой студийный альбом российской рок-группы «Агата Кристи», записанный осенью 1998 года на студии Олега Зуева.

## Об альбоме
Работа над альбомом началась летом 1998 года. Пластинку хотели выпустить уже в сентябре, однако из-за экономического дефолта релиз перенесли на декабрь.
Хитами в альбоме стали композиции «Ковёр-вертолёт» (на музыку Александра Козлова) и «Дорога паука» (музыка Глеба Самойлова), автором текста к которым является Глеб Самойлов. Здесь уже почти все песни спел Глеб Самойлов, а песни «Глюки» и «Огоньки» пел Вадим Самойлов. На песни «Ковёр-вертолёт» и «Дорога паука» сняты видеоклипы. После распада «Агаты Кристи» песни «Ковёр-вертолёт», «Дорога паука» вошли в репертуар группы The Matrixx.
В 2008 году в честь своего 20-летия группа выпустила полное коллекционное переиздание своих альбомов на CD, включая этот. Был проведён «ремастеринг» аудиозаписи.
В 2014 году в честь 25-летия группы компания «Бомба-мьюзик» выпустила «Полное собрание сочинений» в нескольких томах тем самым переиздав ограниченным тиражом всю дискографию группы, включая этот альбом. Производство дисков велось в Германии. Альбомы были напечатаны на 180-граммовом виниле чёрного цвета.

## Список композиций
| Трек | Название        | Длительность | Музыка           | Слова         |
| ---- | --------------- | ------------ | ---------------- | ------------- |
| 1    | Сны             | 4:16         | Глеб Самойлов    | Глеб Самойлов |
| 2    | Дорога паука    | 3:34         | Глеб Самойлов    | Глеб Самойлов |
| 3    | Ковёр-вертолёт  | 3:19         | Александр Козлов | Глеб Самойлов |
| 4    | Чудеса          | 3:10         | Глеб Самойлов    | Глеб Самойлов |
| 5    | Глюки           | 4:18         | Глеб Самойлов    | Глеб Самойлов |
| 6    | Серый траур     | 3:12         | Глеб Самойлов    | Глеб Самойлов |
| 7    | Крошка          | 3:19         | Александр Козлов | Глеб Самойлов |
| 8    | Полетаем        | 5:05         | Глеб Самойлов    | Глеб Самойлов |
| 9    | Навеселе        | 2:49         | Глеб Самойлов    | Глеб Самойлов |
| 10   | Вервольф        | 3:43         | Глеб Самойлов    | Глеб Самойлов |
| 11   | Огоньки         | 3:14         | Глеб Самойлов    | Глеб Самойлов |
| 12   | Споёмте о сексе | 3:49         | Александр Козлов | Глеб Самойлов |
| 13   | Они летят       | 4:11         | Глеб Самойлов    | Глеб Самойлов |
| 14   | Я вернусь       | 4:37         | Глеб Самойлов    | Глеб Самойлов |

### Песни

#### Сны
Глеб Самойлов: «Это программное заявление на весь альбом — основное, что мы хотели сказать. В этой песне в полной мере отражена воинствующая жертвенность главного лирического героя альбома».

#### Дорога паука
Песня написана по мотивам мистического рассказа «Паук» немецкого писателя Ганса Гейнца Эверса. На «Дорогу паука» был снят видеоклип, где кадры исполнения песни на фестивале «Максидром» перемежаются титрами с цитатами из рассказа. Канал «ОРТ» не допустил его к эфиру «за депрессивный характер песни». В то же время на канале «MTV-Россия» этот клип занял первое место в «Русской Десятке» и держал его в течение месяца.

#### Ковёр-вертолёт
Звук лопастей вертолёта появился в песне по воле композитора Александра Козлова, после чего Глебу Самойлову, по его собственным словам, пришлось сочинять текст про вертолёт. Текст песни сформировался после разговора с матерью:

Мама проходила какой-то тест, где был вопрос: «В каких обстоятельствах вы чувствовали бы себя комфортнее всего?» Я сказал: «Наверно, если бы я умел летать», — и мама говорит: «Вот, я то же самое ответила». То есть песня посвящена маме и к наркотикам никакого отношения не имеет. Только к полёту.— Глеб
Песня также исполнялась Алёной Апиной (на проекте канала НТВ «Ты — суперстар!»), группой «Смысловые галлюцинации» (на фестивале «Нашествие-2014») и др.

#### Чудеса
Глеб Самойлов: «„Чудеса“ написаны в очень сложный период моей жизни, после моей первой исповеди».

#### Глюки
Текст песни был написан Глебом Самойловым в 15 лет. По его словам, текст никак не связан с наркотиками, а создан лишь благодаря силе воображения.

#### Серый траур
Изначально песня называлась «Траур по китайской императрице» и в первоначальной версии во втором куплете умирала главная героиня — сама императрица Китая. Но Глебу Самойлову название показалось слишком длинным, и он частично переписал текст и изменил название песни на «Серый траур».

#### Крошка
Написана на фоне впечатления от фильмов про Остина Пауэрса, в припеве песни присутствуют слова главного героя «Я от таких вещей тащуся, крошка».

#### Полетаем
Песня изначально была сочинена для альбома «Опиум», но в него не вошла, и была издана лишь несколько лет спустя с новой аранжировкой.

#### Навеселе
Источником вдохновения для этой песни, причём именно по настроению, явилась песня «Прекрасное далёко» из кинофильма «Гостья из будущего», который в своё время оказал большое влияние на Глеба Самойлова.

#### Вервольф
Вервольф в германской мифологии — волк-оборотень.

#### Огоньки
Это естественное продолжение предыдущей песни, вплоть до начинающего и заканчивающего их волчьего воя. Всё мастерство поэтики этой песни заключается в том, чтобы, не называя словами непосредственную опасность, грозящую героям, тем не менее, дать её почувствовать. Для тех, кто врубается, будет понятно, что за огоньки приближаются к ним из-за деревьев.

#### Споёмте о сексе
Самая мрачная и нонконформистская песня в альбоме. Сочетание суперлегковесной мелодии с гиперциничным текстом даёт слушателю кожей почувствовать, что такое есть танцующая пустота.

#### Они летят
Песня посвящена солисту группы «Иванушки International» Игорю Сорину, который покончил с собой в сентябре 1998 года.

#### Я вернусь
Песня посвящена Рудольфу Петровичу Самойлову — отцу Вадима и Глеба Самойловых, который скончался в 1994 году. В ней звучит и повторяется морзянка SOS.

### Бонусы переиздания 2008 года
| Трек  | Название                                                                              | Длительность |
| ----- | ------------------------------------------------------------------------------------- | ------------ |
| Видео | Дорога паука (Видеоклип, режиссёры Г. Орлов)                                          | 3:36         |
| Видео | Ковёр-вертолёт (Видеоклип, режиссёр В. Конисевич)                                     | 3:26         |
| Видео | Чудеса (Запись с концерта в ДС «Лужники», г. Москва, 22.02.2003, режиссёр С. Антипов) | 3:15         |

## Участники
- Глеб Самойлов — вокал, гитары, клавиши
- Вадим Самойлов — вокал, гитара, бас-гитара, клавиши
- Александр Козлов — клавиши, синтезаторный бас

## Технический персонал
- Андрей Котов — ударные (концертный тур)
- Запись и мастер произведены на цифровой студий Олега Зуева, лето-осень 1998 г.
- Звукорежиссёр — Олег Зуев
- Ремастеринг — «Sunny Swan», 2007 г.
- Дизайн — Юлия Кудря — Бирюкова, Елена Шмелева — 2007 г.